# Vaux-le-Pénil
Vaux-le-Pénil ist eine französische Gemeinde mit 11.378 Einwohnern (Stand 1. Januar 2022) im Département Seine-et-Marne der Region Île-de-France.

## Geographie
Vaux-le-Pénil liegt etwa 50 Kilometer südöstlich von Paris an der Seine und grenzt an Melun. Das Flüsschen Chaumont, das hier auch noch Noue genannt wird, durchquert das Stadtgebiet im Untergrund und mündet dann in die Seine.

## Bevölkerungsentwicklung
Die Einwohnerzahl von Vaux-le-Pénil stieg seit Anfang der 1960er Jahre überdurchschnittlich stark an. Im Zeitraum von vierzig Jahren konnte sich die Bevölkerung mehr als vervierfachen. Ursache des Zuwachses ist neben einem starken Zuzug, der sich vor allem in den 1970er Jahren bemerkbar machte, ein deutlicher Geburtenüberschuss.
| Jahr      | 1962  | 1968  | 1975  | 1982  | 1990  | 1999   | 2006   | 2015   |
| Einwohner | 2.236 | 2.506 | 4.405 | 6.960 | 8.143 | 10.688 | 11.327 | 11.039 |

## Gemeindepartnerschaften
Vaux-le-Pénil hat eine Partnerschaft mit Schwieberdingen, einer Gemeinde mit rund 11.000 Einwohnern, zehn Kilometer nördlich von Stuttgart.
Der Grundstein für die Städtepartnerschaft wurde bereits in den 1980er Jahren durch Kontakte auf schulischem, sportlichem und auch gesanglichem Gebiet gelegt. Der erste Besuch des Schwieberdinger Gemeinderates in Vaux-le-Pénil fand im Juni 1990 statt.

## Sehenswürdigkeiten

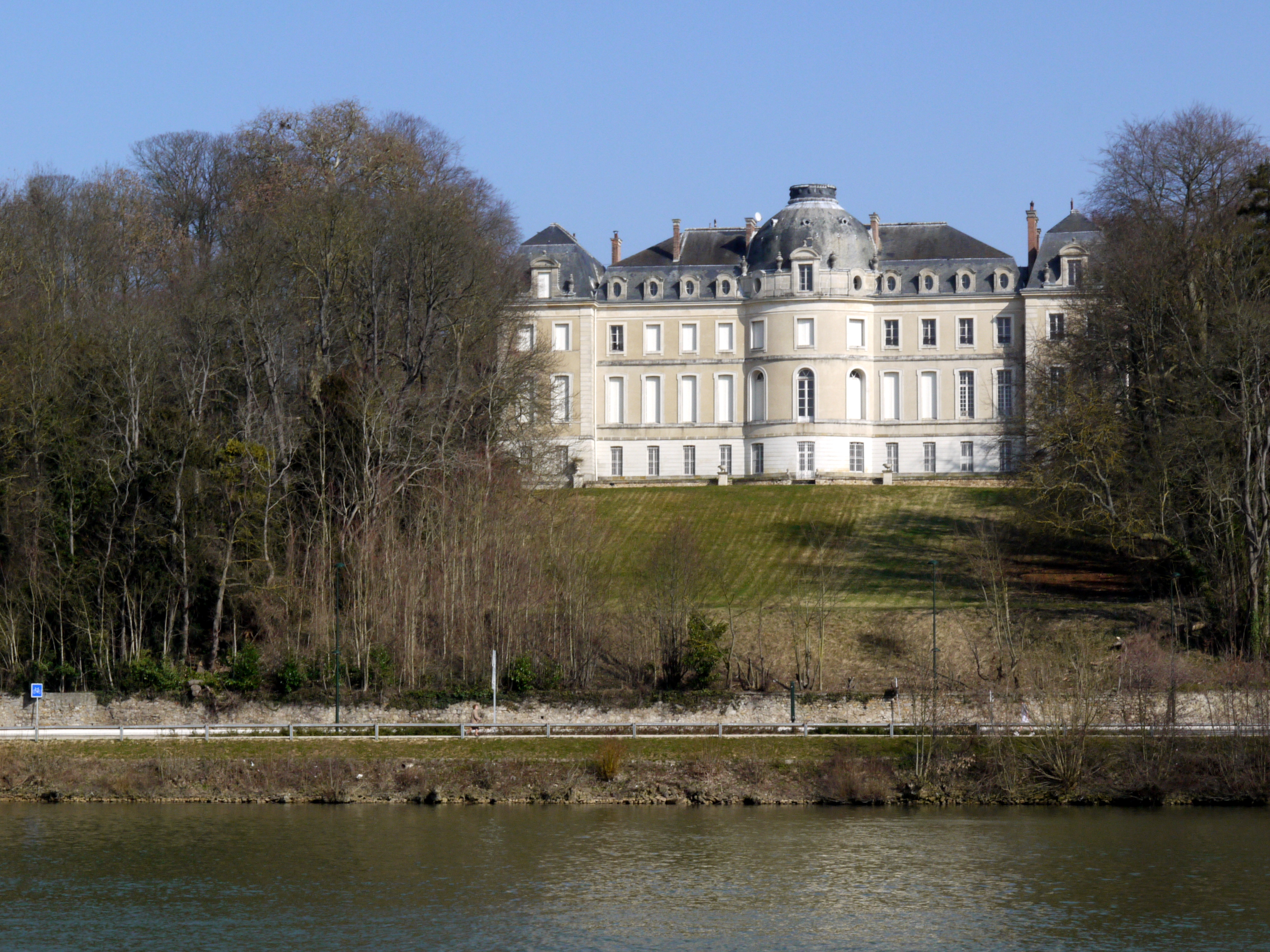
Château de Vaux-le-Pénil

- Das als Monument historique klassifizierte Schloss, das sich im Besitz des 1789 zum Präsidenten der Konstituanten gewählten Fréteau de Saint-Just befand, wurde 1766 wiederaufgebaut und im Jahr 1892 erweitert. Heute beherbergt es ein privates Museum für Kunst des Surrealismus.
- Die Kirche Saint-Pierre-et-Saint-Paul aus dem ausgehenden 12. Jahrhundert, die im 16. Jahrhundert überarbeitet wurde, trägt ebenfalls die Klassifikation als Monument historique.

## Veranstaltungen
Jedes Jahr im November findet in Vaux-le-Pénil mit rund 2000 Besuchern das größte Reggaefestival der Region statt.